# Спомен-обележје у Поднемићу
Спомен-обележје у Поднемићу, насељеном месту на територији општине Љубовија, подигнут јунацима Подриња, Дринске дивизије, Солунског фронта и Балканских ратова од 1912. до 1918. године.
Спомен-комплекс је подигнут на месту званом Крива Дрина у непосредној близини реке Дрине, уз пут Љубовија-Бајина Башта. Одлуку о подизању је донео савет МЗ Поднемић 8. новембра 2009. године, уз благослов епископа шабачког Лаврентија.
На уређеном простору, уз неколико гранитних обеликса, на каменом постаменту постављена је скулптура у дрвету српског ратника са пушком и спомен-плочама са посветом.